# Средногорец (Брезово)
Средногорец е български футболен отбор от град Брезово. Играе домакинските си срещи на местния стадион Средногорец. Отборът има детско юношеска школа и деца, които играят в А ОФГ Пловдив. Играят контролни срещи със съседите от Раковски, по-точно с отборите на Секирово (квартал Секирово, Раковски) и Легия 85(Раковски).